# El Sauce
El Sauce – miasto w Nikaragui, w departamencie León.